# Яровая, Екатерина Владимировна
Екатери́на Влади́мировна Ярова́я (15 апреля 1957, Свердловск — 12 декабря 1992, Новосибирск) — русская поэтесса, бард. Автор более 300 песен.

## Биография
В 1971 году с семьёй переехала в Москву. После школы работала натурщицей, костюмером во МХАТе, администратором в учебном театре ГИТИСа.
Начала писать песни в 23 года. В 26 лет поступила в Литературный институт им. А. М. Горького, окончила в 1988 году. В 1990-1991 гг. жила и выступала в США.
Муж — Валерий Рыбаков, дочь — Катя.
Умерла в 35 лет от рака в Новосибирском Академгородке. Похоронена 16 декабря в Москве на Востряковском кладбище (80 уч.). Памятник на могиле работы Эдуарда Дробицкого.
Её стихи звучат в фильме «Территория» (2014).

## Дискография
- Я снова вхожу в это небо (2003)
- Рисует время мой портрет… (2007)
- Прощание (2009)

## Книги
Из музыки и слов. Песни и стихи. Издательство Э.Ра, 2003. 384 стр. Фотографии, рисунки Э. Дробицкого. Редакторы-составители Елена Яровая, Татьяна Янковская. ISBN 5-93721-167-7